# 史密斯·敦

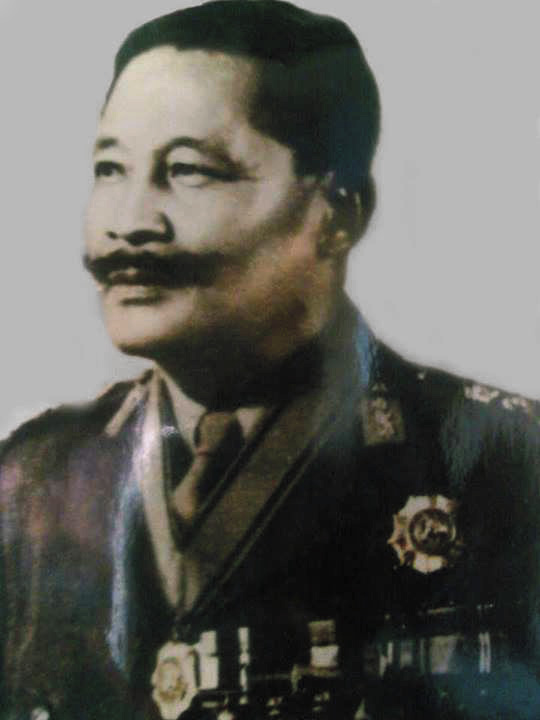
史密斯敦是从英国独立后，缅甸军队的第一任总司令。1906 年 11 月 11 日出生在 Bassein 附近，以优异成绩毕业于台拉登的印度军事学院。他因在抗日战争中的优异表现被授勋，并被任命为总司令。因为他是位克伦族人，所以也是联盟中多种族的标志。然而，在 1949 年 2 月（KNDO 叛乱之后），他被免职并被奈温将军取而代之。他在 Maymyo 和 Kalaw 过着平静的退休生活，直到 1979 年去世。

史密斯·敦（1906年11月11日—1979年？月？日），克伦族人，是缅甸的陆军军官。二战结束后，缅甸摆脱英国殖民获得独立，出任缅甸陆军总司令。1949年2月1日被撤除一切职务。

## 作品
- 《Memoirs of the Four-Foot Colonel》[4]